# 雉尾乌毛蕨
雉尾乌毛蕨（学名：Blechnum melanopus）为乌毛蕨科乌毛蕨属下的一个种。